# Lispe salina
Lispe salina är en tvåvingeart som först beskrevs av Aldrich 1913.  Lispe salina ingår i släktet Lispe och familjen husflugor. Inga underarter finns listade i Catalogue of Life.